# ミスター・ヒト
ミスター・ヒト（Mr. Hito、1942年4月25日 - 2010年4月21日）は、日本およびアメリカ合衆国やカナダで活動したプロレスラー、トレーナー、ブッカー、マネージャー。
本名、安達 勝治（あだち かつじ）。大阪府大阪市天王寺区出身。
プロレス転向前は大相撲力士として出羽海部屋に所属していた。力士時代の最高位は幕下17枚目。元阪神タイガースの安達智次郎は甥に当たる。

## 来歴
大相撲時代は出羽海部屋の力士として、浪速海の四股名で幕下17枚目まで進んだが、1967年1月に九重部屋独立騒動の余波を受け廃業し、日本プロレスへ入門。同じく大相撲からプロレスに転身した永源遙とのコンビで人気を得る。日本プロレス末期の1973年1月にアメリカへの海外武者修行へ出立、トーキョー・ジョー（Tokyo Joe）をリングネームに、グレート・トーゴーこと永源とのタッグチームで活動。同年3月、ボブ・ガイゲル&ルーファス・R・ジョーンズを破り、セントラル・ステーツ版の北米タッグ王座を獲得。同王座は後に世界タッグ王座として認定され、8月にロジャー・カービー&ロード・アル・ヘイズに奪取されるまで保持した。
しかし、同年に修行先で日本プロレスの崩壊を迎える。その後は海外を中心に、ミスター・ヒト（Mr. Hito）を名乗ってフリーランスの日本人ヒールとして活躍。カナダでは、自身と同じくトーキョー・ジョーのリングネームで活動していた大剛鉄之助がカルガリーで交通事故に遭ったため、その代役としてプロモーターのスチュ・ハートに呼ばれたことを契機に、1970年代中盤より同地のスタンピード・レスリングを主戦場とするようになる。日本ではカルガリー地区と提携していた国際プロレスに再三登場、キラー・トーア・カマタ、ジプシー・ジョー、アレックス・スミルノフ、上田馬之助などと共闘して、ラッシャー木村、グレート草津、マイティ井上、アニマル浜口らと流血戦を繰り広げた。
1978年からは全日本プロレスに所属していたミスター・サクラダとのタッグチームで活動し、同年10月に開催された国際プロレスの『日本リーグ争覇戦』にも揃って出場。翌1979年は、2月にブレット・ハート&キース・ハート、7月にドリー・ファンク・ジュニア&ラリー・レーンを破り、カルガリー地区認定のインターナショナル・タッグ王座を獲得した。
以降もサクラダと共に各地を転戦して、アメリカ南部のNWAの主要テリトリーにも参戦。1979年8月にはフロリダでの試合で、スティーブ・カーン&ジム・ガービンを下してNWAフロリダ・タッグ王座にも戴冠した。テキサス州ダラスでは1980年1月から7月にかけて、ホセ・ロザリオ&エル・ハルコン、ケビン・フォン・エリック&ケリー・フォン・エリックなどのチームからNWAアメリカン・タッグ王座を奪取している。サクラダとのコンビ解消後はシングル・プレイヤーとなってカルガリーに定着、1981年にはデビッド・シュルツを相手に同地区のフラッグシップ・タイトルだった北米ヘビー級王座を争った。
カルガリー時代はブッカー、トレーナーとしても手腕を発揮した。1979年5月までは国際プロレスに参戦していたが、以降は国際との関係を断って新日本プロレスに接近。同年12月にアントニオ猪木と異種格闘技戦を行うキム・クロケイドを帯同して来日したのを皮切りに、カナダを主戦場とする選手のブッキングやカルガリーに武者修行に来た日本の若手選手の世話などを担当した。トレーナーとしてはダイナマイト・キッドやブレット・ハートを筆頭に、クリス・ベノワ、馳浩、獣神サンダー・ライガー、橋本真也、リッキー・フジなどを指導した。この当時もカルガリーでは現役トップクラスだったが、レスラーとして新日本マットに上がることはなかった。
やがて金銭面のトラブルで新日本との関係が悪化してからは全日本プロレスに接近し、1984年11月にはダイナマイト・キッドとデイビーボーイ・スミスを全日本に電撃移籍させた。ジャイアント馬場も同席のもとキャピトル東急ホテルにて行われた会見で、ヒトは「2人から全日本に行きたいと相談されたので、2週間前に馬場さんに話した。新日本の若手を一人前にしてやったのに、俺への報酬は5000ドルだけだった。売り出すアイデアを考え、7人乗りのマイクロバスを買い、選手を会場に送り迎えしてやった」、猪木と坂口征二に対しても「俺の顔をまともに見れないはずだ」などと新日本への不満をまくし立てた。
引退後は大阪・玉造で姉の経営していたお好み焼き屋を引き継いだ。以降も関西地区の各団体興行で試合を観戦する姿が目撃されていた。2005年カナダへ移住する。2006年8月27日、全日本プロレス両国大会で行われた馳浩引退試合のために来日し、セレモニーへ参加した。
2010年4月21日、糖尿病の悪化による左化膿性股関節炎のため、大阪市内の病院で死去。67歳没。

## 逸話
- リングネームは昭和天皇の名である裕仁（ひろひと）の後ろ二文字を借用したというのが通説だが、本人から真相は一切語られなかった。ちなみに作家の中島らもとの対談では、カナダに渡ったときは当初「ミスター・ヒロヒト」とされており「いくらなんでも畏れ多いから」と、慌てて後ろ二文字のみに直してもらったと話している。
- 現役時は豪放磊落な振る舞いで、プロレス界で先輩にあたる永源遙に対しても呼び捨てにしており[13]、また口八丁振りではミスター珍に負けない程である。しかし年を重ねて選手を育成・コーチをする立場になった頃は、面倒見の良い人物として知られた。特に橋本真也は安達を非常に慕っており、海外武者修行から帰国する際には「僕にはお父さんがいないので[14]、安達さんをお父さんのように思ってます」と手紙を残したり、ZERO-ONEでは自身のマネージャーとして招いている。しかし橋本が2005年7月に40歳で死去した際には、非常に沈黙した面持ちであった。
- 大剛鉄之助とはヒトがカルガリーに定着した経緯や、ブッカーとして商売敵の関係であったこともあり非常に不仲であった[15]。晩年ヒトが帰国した後に、経営を引き継いだお好み焼き屋を閉店する際、関係者が大剛を店に招待するまで長く犬猿の仲が続いた[16]。
- アントニオ猪木とジャイアント馬場両名の金銭感覚を問われた際に「猪木さんは金の使い方を知らない人であり、馬場さんは金の使い方を忘れた人だった」と語っている。

## 得意技
- アトミック・ドロップ
- 凶器攻撃
- ランニング・ヘッドバット
- 脳天チョップ
- チョーククロー

## 獲得タイトル
セントラル・ステーツ・レスリング
- NWA北米タッグ王座 / NWA世界タッグ王座（セントラル・ステーツ版）：1回（w / グレート・トーゴー）[2][3]

スタンピード・レスリング
- 北米ヘビー級王座（カルガリー版）：2回[9]
- インターナショナル・タッグ王座（カルガリー版）：8回（w / ビッグ・ジョン・クイン×1、ギル・ヘイズ×2、ヒゴ・ハマグチ×1、マイク・マーテル×1、ミスター・サクラダ×2、ジム・ナイドハート×1）[6]

チャンピオンシップ・レスリング・フロム・フロリダ
- NWAフロリダ・タッグ王座：1回（w / ミスター・サクラダ）[7]

NWAビッグタイム・レスリング
- NWAアメリカン・タッグ王座：3回（w / ミスター・サクラダ）[8]

メープル・リーフ・レスリング
- NWAカナディアン・オープン・タッグ王座（トロント版）：1回（w / ミスター・モト）

## 著書
- クマと闘ったヒト（2000年）-中島らもとの共著